# فرودگاه مرسی بریقه
فرودگاه مرسی بریقه (به انگلیسی: Marsa Brega Airport) یک فرودگاه همگانی با کد یاتا LMQ است که یک باند فرود آسفالت دارد و طول باند آن ۲۲۰۱ متر است. این فرودگاه در شهر بریقه کشور لیبی قرار دارد و در ارتفاع ۱۵ متری از سطح دریا واقع شده‌است.